# Metallomics
Metallomics (abrégé en Metallomics) est une revue scientifique à comité de lecture. Ce mensuel publie des articles de recherches originales à l'interface de la biologie et de la chimie inorganique.
Actuellement, le directeur de publication est David Giedroc (Professeur émérite du département de chimie de l'Université Bloomington de l'état de l'Indiana aux États-Unis). Les éditeurs associés sont Katherine Franz, Gilles Gasser, Hugh Harris et Maria Montes-Bayon. 